# Anlong, Sichuan
Anlong (kinesiska: 安龙镇, 安龙) är en köping i Kina. Den ligger i provinsen Sichuan, i den sydvästra delen av landet, omkring 46 kilometer väster om provinshuvudstaden Chengdu. Antalet invånare är 22 449. Befolkningen består av 11 200 kvinnor och 11 249 män. Barn under 15 år utgör 10,0 %, vuxna 15-64 år 75 %, och äldre över 65 år 14,0 %.
Genomsnittlig årsnederbörd är 1 318 millimeter. Den regnigaste månaden är juli, med i genomsnitt 377 mm nederbörd, och den torraste är december, med 11 mm nederbörd.